# マドレーヌ・ド・サヴォワ

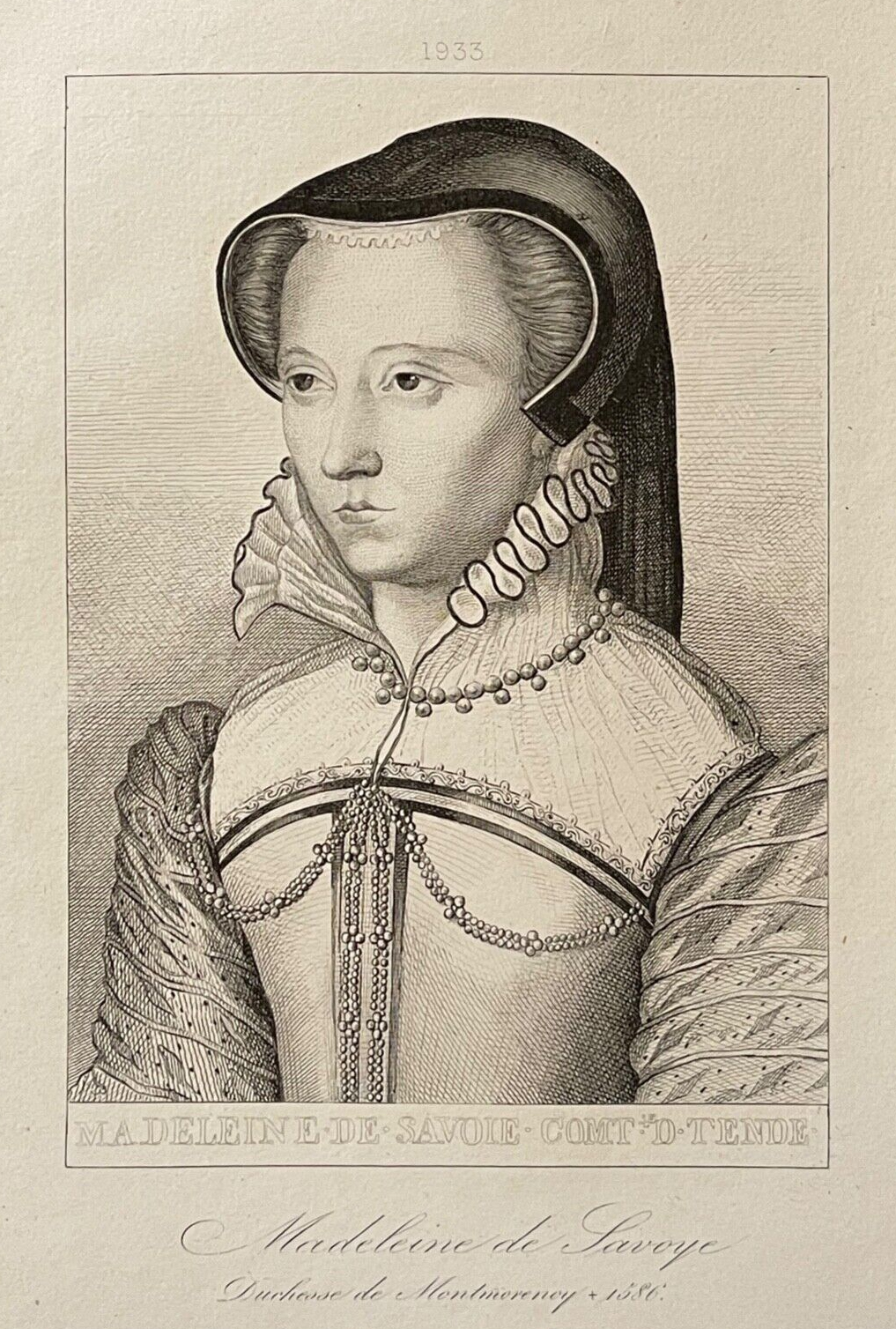
マドレーヌ・ド・サヴォワ

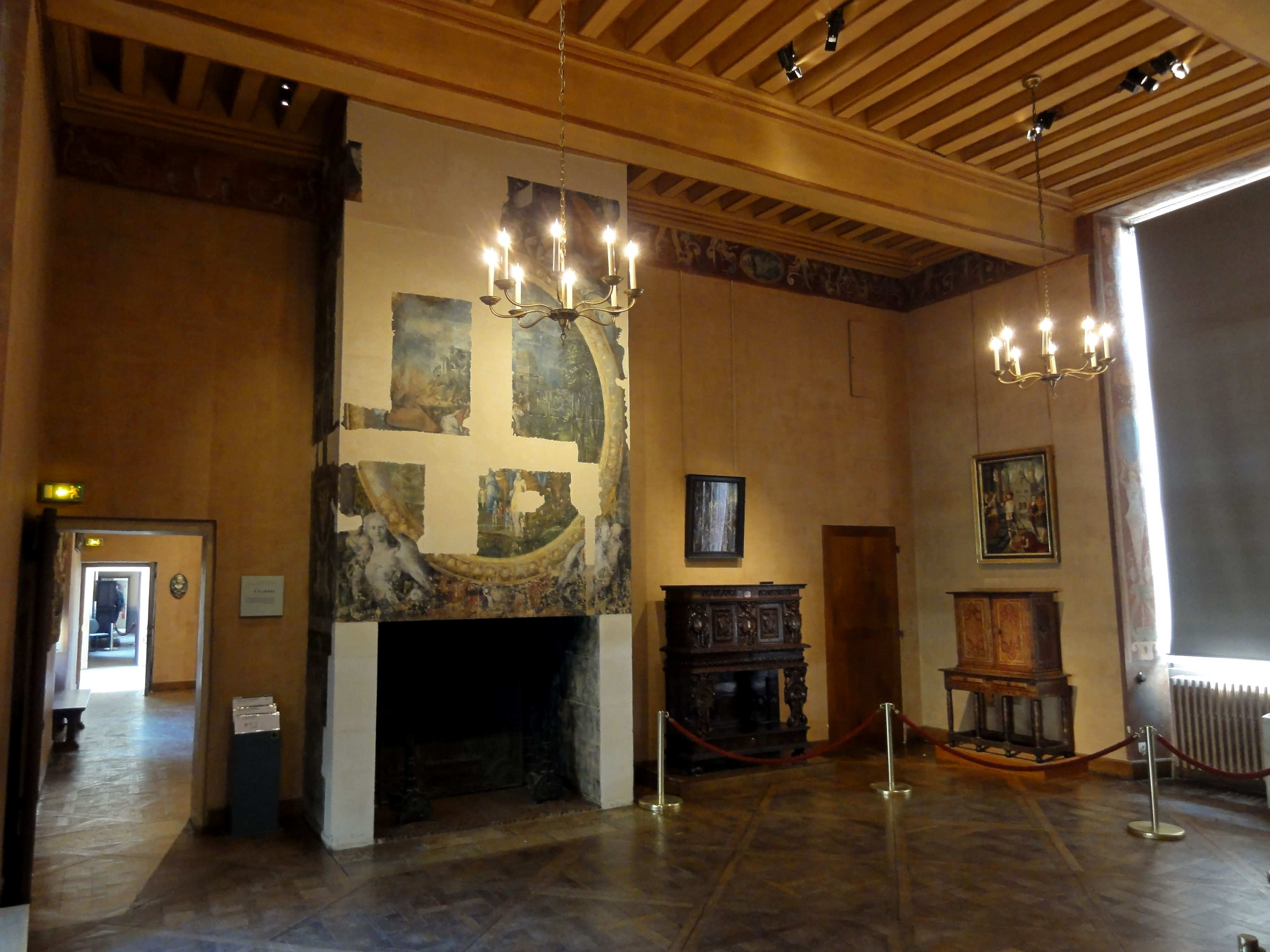
「マドレーヌ・ド・サヴォワの部屋」は、マドレーヌが夫とともに建てたエクアン城のルネサンス国立博物館にある。

マドレーヌ・ド・サヴォワ（Madeleine de Savoie, 1510年 - 1586年）は、フランス王妃エリザベート・ドートリッシュの首席女官（Première dame d'honneur、在任：1570年 - 1574年）。

## 生涯
マドレーヌは、サヴォイア公フィリッポ2世の庶子ヴィラール伯ルネ・ド・サヴォワとタンド女伯アンヌ・ラスカリスの間に生まれた。1526年に軍人で政治家の初代モンモランシー公アンヌ・ド・モンモランシーと結婚した。1567年に未亡人となった後、マドレーヌは1570年から1574年までフランス王妃エリザベート・ドートリッシュの首席女官を務めた。
マドレーヌは、ユグノーを強く嫌悪する厳格なカトリック教徒であったとされるが、政治的に活動的な親戚や兄弟の中心とはなっていたものの、個人的には政治には関与していなかった。

## 子女
アンヌ・ド・モンモランシーとの間に以下の子女が生まれた。
- フランソワ（1530年 - 1579年） - モンモランシー公、国王アンリ2世の庶子ディアーヌと結婚
- アンリ1世（1534年 - 1614年） - モンモランシー公[3]、シャルロット＝マルグリット・ド・モンモランシーとモンモランシー公アンリ2世（リシュリューに対する謀殺容疑で処刑された）の父。シャルロット＝マルグリットの子コンデ公ルイ2世の祖父。
- シャルル（1537年 - 1612年） - フランス提督[4]
- ガブリエル（1541年 - 1562年） - ドルーの戦いで戦死
- ギヨーム（1547年 - 1593年）[4]
- アリエノール（1557年没） - 1545年にフランソワ3世・ド・ラ・トゥール・ドーヴェルニュ（1557年にサン＝カンタンの戦いで戦死）と結婚、フランス大元帥テュレンヌの祖母。
- ジャンヌ（1528年 - 1596年） - 1549年にトゥアール公ルイ3世・ド・ラ・トレモイユと結婚
- カトリーヌ（1532年 - 1624年） - 1553年にヴァンタドゥール公ジルベール3世・ド・レヴィと結婚
- マリー - 1567年にカンダル伯アンリ・ド・フォワと結婚
- アンヌ（1588年没） - カーンのサント＝トリニテ女子修道院長
- ルイーズ - ジェルシー女子修道院長
- マドレーヌ（1598年没） - カーンのサント＝トリニテ女子修道院長